# Per Tidemann
Per Tidemann (Oslo, 29 settembre 1930 – Oslo, 27 ottobre 2018) è stato un calciatore norvegese, di ruolo attaccante.

## Carriera

### Club
Tidemann vestì le maglie del Sagene e dello Skeid.

### Nazionale
Conta 3 presenze per la Norvegia. Esordì il 24 giugno 1956, subentrando a Knut Sandengen nella vittoria per 2-3 sulla Danimarca.

## Palmarès

### Club

#### Competizioni nazionali
- Coppa di Norvegia: 1

Skeid: 1958